# 中村敬司
中村 敬司（なかむら けいじ、1976年9月 -）は、日本のライダーである。TTSレーシング所属。
愛知県新城市出身。3歳の時にポケバイと出会い、教習場空地で乗るようになる。5歳でモトクロス、7歳で3輪バギーを乗るようになる。16歳でミニバイクレース活動をするようになる。NSR50と出会い衝撃を受けてミニバイクレースに参戦、 3ヶ月でコースレコード、1年後にはモトチャンプ杯明智にてコースレコード、S50及びS80の改造クラスを2クラス制覇12インチミニバイク、10インチスクーターのダブルタイトル後、17インチS80で全日本タイトルも手に入れる。
20歳には、まるち杯全国大会にて念願の日本一を獲得。その後4年連続で日本一。
| ミニバイク（５０ｃｃ・８０ｃｃ）レーサー 過去３年連続日本一タイトル（80cc)獲得 |

各地遠征をし、ミニバイクにて最速、最強を目指すも強敵は多く思うように勝ち星は得られず、長くミニバイクに乗ることになる。自身の名前の敬司をKEIZYと命名。各サーキットで活躍し、KEIZYの名前を広める。
2012年から始まったホンダのCBR250RにてCBRカップに参戦する。ミニバイクで得た物が実り、初戦から連勝。筑波でチャンピオン獲得。
2014年から鈴鹿ST600に参戦。2014年は転倒、怪我により思うように成績が上がらず。2015年は初戦から鈴鹿地方選ST600にて連勝。2015年鈴鹿4時間耐久では5年ぶりの日本人優勝。2015年ST600鈴鹿初の全戦全勝全コースレコード。国内JSB1000でも優勝&コースレコードホルダー。
また、レース以外では、愛知県岡崎のキョウセイ交通大学で開催されているMoto Basic Lesson に講師としても活動している。YouTubeでも自身の活動を配信。